# Helleia magdalenae
Helleia magdalenae är en fjärilsart som beskrevs av Guérin-meneville 1959. Helleia magdalenae ingår i släktet Helleia och familjen juvelvingar. Inga underarter finns listade i Catalogue of Life.